# Болгары в Великобритании

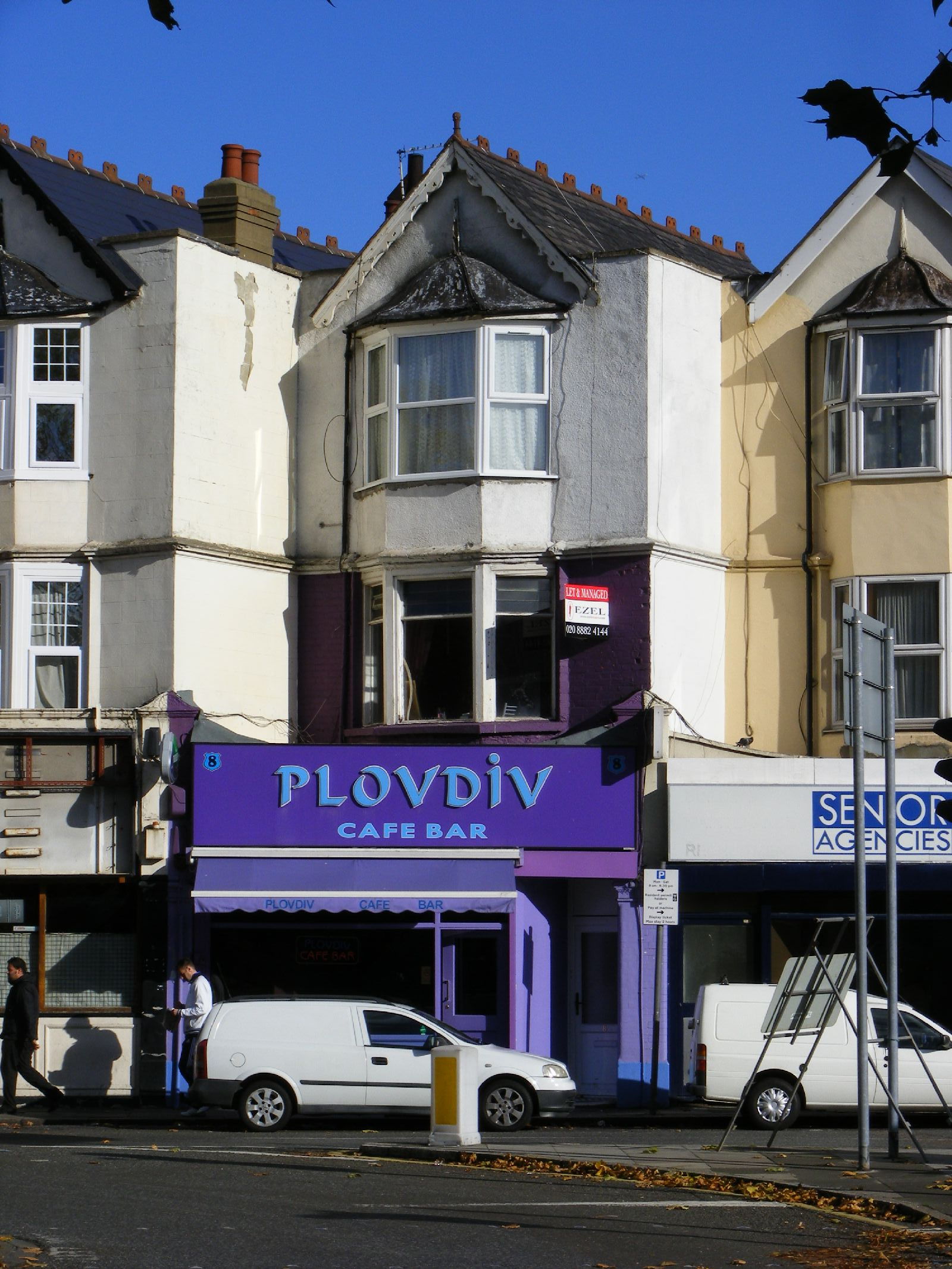
Болгарское кафе «Пловдив» в Лондоне

Болгары в Великобритании (англ. Bulgarians in the United Kingdom, болг. Българи в Обединеното кралство) являются этнической группой, исторически или этнически имеющие отношение к Болгарии.

## История
Болгарская диаспора в Великобритании появилась относительно недавно в сравнению с болгарскими общинами в других странах Западной Европы. До Второй мировой войны диаспора включала лишь нескольких болгарских студентов, обучающихся в британских университетах, и политических эмигрантов. Количество политэмигрантов резко возросло в конце войны (в 1944—1945 годах). Во время холодной войны, когда Болгария была социалистическим государством (Народная Республика Болгария) (1944—1989), болгарская община в Соединённом Королевстве насчитывалось около 3-4 тысяч, в основном в Англии.
Эмиграция в Великобританию была очень интенсивной в 1990-х и 2000-х годах. К 2000 году Болгарская община насчитывала более 10 тысяч человек (по неофициальным данным). По другим оценкам, в начале XXI века более чем 30 тысяч болгар жили постоянно или временно (как студенты и рабочие) в Лондоне. В 2001 году во время переписи населения в Великобритании было зарегистрировано 5351 человек, родившихся в Болгарии.
По оценкам Министерства иностранных дел Болгарии количество болгар в Великобритании составляет 70-80 тысяч человек, однако по оценкам Управление национальной статистики — лишь 35 тысяч (в 2009 году). По неофициальным же данным в стране проживает 120—150 тысяч болгар.